# Resolució 1636 del Consell de Seguretat de les Nacions Unides
La Resolució 1636 del Consell de Seguretat de les Nacions Unides fou adoptada per unanimitat el 31 d'octubre de 2005. Després de recordar les resolucions 1373 (2001), 1566 i 1595 (2005), el Consell va insistir que les autoritats sirianes cooperessin plenament amb la investigació de la Comissió Internacional d'Investigació Independent de les Nacions Unides (UNIIIC) en l'assassinat de l'exprimer ministre libanès Rafik Hariri, almenys per arrestar els sospitosos identificats per la comissió en el seu informe final.
La resolució, patrocinada per França, el Regne Unit i els Estats Units, va ser aprovada en una reunió on 11 membres del Consell estaven representats pel seu ministre d'Afers Exteriors.

## Resolució

### Observacions
En el preàmbul de la resolució, el Consell va anunciar que havia examinat l'informe de l'UNIIIC en el bombardeig a Beirut que va assassinar Hariri i uns altres 22. Les autoritats libaneses van ser elogiades per la plena cooperació que havien donat a les pesquises, que encara no havien acabat la seva investigació. També calia continuar investigacions fora del país, i el Consell va reconèixer una petició del Líban per ampliar el mandat de l'UNIIIC. Al mateix temps, també es va reconèixer que caldria assistència internacional per establir la veritat i capturar als responsables de l'atac.
La comissió ja havia conclòs que, atesa la interferència de Síria en el govern libanès i l'entremaliat dels serveis d'intel·ligència d'ambdós països, era impossible que l'atac a Hariri es fes sense l'aprovació dels alts funcionaris sirians. El Consell també tenia present que els funcionaris sirians vacil·laven en cooperar amb l'UNIIIC i que alguns havien proporcionat informació enganyosa o falsa.

### Actes
El següent es va promulgar sota el Capítol VII de la Carta de les Nacions Unides, fent així les disposicions legalment aplicables.

#### I
El Consell era preocupar per la conclusió que agents libanesos i sirians estaven involucrats en l'atac. Va imposar una prohibició de viatjar i la congelació d'actius a persones identificades per l'UNIIIC que estaven vinculades a l'assassinat. Es va establir un comitè del Consell de Seguretat per administrar les restriccions. El Consell va determinar que la participació de qualsevol estat constituiria una violació greu de les seves obligacions de no donar suport al terrorisme.

#### II
El secretari general de les Nacions Unides, Kofi Annan, va prorrogar el mandat de la UNIIIC fins al 15 de desembre de 2005, i el Consell va acollir favorablement l'assistència prestada a la Comissió, en particular per les autoritats libaneses a través del arrest d'ex funcionaris de seguretat sospitosos de participar en l'atac.

#### III
El Consell va decidir que Síria havia de detindre els responsables de la participació en l'atac i cooperar incondicionalment amb la UNIIIC. També va insistir que Síria s'abstingués d'interferir en els assumptes interns del Líban.

#### IV
Finalment, es va demanar a la UNIIIC que informés sobre el progrés de la seva investigació abans del 13 de desembre de 2005, inclosa la cooperació de Síria.

## Reacció
Després de l'aprovació de la resolució, el ministre d'Afers Exteriors sirià Farouq al-Shara va declarar que el seu país ja havia cooperat íntegrament i va lamentar que s'hagués adoptat aquesta resolució. També va dir que la resolució que acusava Síria d'haver tingut coneixement de l'atac equivalia a afirmar que els funcionaris dels EUA sabien per endavant dels atemptats de l'11 de setembre de 2001.